# Coupe des champions masculine de volley-ball 1986-1987
Navigation
Coupe des champions 1985-1986 Coupe des champions 1987-1988
La coupe des champions est la plus importante compétition de club, de la saison 1986-1987, en Europe.

## Compétition

### Poule finale
| # | Équipe                      | Pts | J | G | P | Sp | Sc | Ratio | Pp  | Pc  | Ratio |
| - | --------------------------- | --- | - | - | - | -- | -- | ----- | --- | --- | ----- |
| 1 | CSKA Moscou                 | 6   | 3 | 3 | 0 | 9  | 1  | 9     | 143 | 76  | 1.882 |
| 2 | Panini Modène               | 5   | 3 | 2 | 1 | 7  | 6  | 1.167 | 166 | 166 | 1     |
| 3 | Brother Martinus Amstelveen | 4   | 3 | 1 | 2 | 4  | 7  | 0.571 | 118 | 144 | 0.819 |
| 4 | CSKA Sofia                  | 3   | 3 | 0 | 3 | 3  | 9  | 0.333 | 129 | 170 | 0.759 |

| Date     | Match                               | Résultat | Sets  | Sets | Sets  | Sets  | Sets  | Total Points |
| Date     | Match                               | Résultat | 1     | 2    | 3     | 4     | 5     | Total Points |
| -------- | ----------------------------------- | -------- | ----- | ---- | ----- | ----- | ----- | ------------ |
| 20.02.88 | Martinus Amstelveen - CSKA Moscou   | 0 - 3    | 3-15  | 7-15 | 9-15  | -     | -     | 19-45        |
| 20.02.88 | CSKA Sofia - Panini Modène          | 2 - 3    | 16-14 | 9-15 | 15-8  | 14-16 | 15-17 | 69-70        |
| 21.02.88 | CSKA Moscou - Panini Modène         | 3 - 1    | 15-8  | 8-15 | 15-7  | 15-2  | -     | 53-32        |
| 21.02.88 | Martinus Amstelveen - CSKA Sofia    | 3 - 1    | 10-15 | 15-7 | 15-4  | 15-9  | -     | 55-35        |
| 22.02.88 | Panini Modène - Martinus Amstelveen | 3 - 1    | 15-2  | 15-8 | 18-20 | 16-14 | -     | 64-44        |
| 22.02.88 | CSKA Sofia - CSKA Moscou            | 0 - 3    | 4-15  | 8-15 | 13-15 | -     | -     | 25-45        |